# Sacred Love
| Recensione           | Giudizio |
| -------------------- | -------- |
| AllMusic             |          |
| Entertainment Weekly | (B−)     |
| Mojo                 |          |
| Q                    |          |
| Rolling Stone        |          |

Sacred Love è il settimo album da solista del cantante britannico Sting, pubblicato nel settembre del 2003. L'album prosegue ed amplia il discorso delle sperimentazioni elettroniche adottate da Sting per la prima volta nel disco precedente, Brand New Day. Alcune canzoni come Inside e Dead Man's Rope sono state accolte positivamente. Sting ha inoltre sperimentato altri territori, come il grezzo rock di This War e la collaborazione con la suonatrice di sitar Anoushka Shankar (figlia del famoso musicista Ravi Shankar) nel brano The Book of My Life.
La canzone Whenever I Say Your Name, eseguita da Sting in duetto con Mary J. Blige, è stata premiata ai Grammy Awards del 2004 come Miglior collaborazione vocale pop.

## Tracce
Tutte le canzoni sono state composte da Sting.
1. Inside – 4:46
2. Send Your Love (feat. Vicente Amigo) – 4:38
3. Whenever I Say Your Name (feat. Mary J. Blige) – 5:25
4. Dead Man's Rope – 5:43
5. Never Coming Home – 4:58
6. Stolen Car (Take Me Dancing) – 3:56
7. Forget About the Future – 5:12
8. This War – 5:29
9. The Book of My Life (feat. Anoushka Shankar) – 6:15
10. Sacred Love – 5:43

### Tracce Bonus
In diverse edizioni dell'album, sono state incluse alcune tracce bonus:
- Send Your Love (remix di Dave Audé) – 3:15
- Shape of My Heart (Live) – 2:18
- Like a Beautiful Smile – 4:46
- Moon over Bourbon Street (Cornelius Mix) – 3:34

## Formazione
- Sting – voce, chitarra, tastiera
- Kipper – tastiera, programmazione
- Dominic Miller – chitarra
- Mark Egan – basso
- Jason Rebello – pianoforte, Fender Rhodes
- Manu Katché – batteria
- Vicente Amigo – chitarra flamenca in Send Your Love
- Vinnie Colaiuta – batteria
- Anoushka Shankar – sitar in The Book of My Life
- Keith Carlock – batteria
- Mary J. Blige – voce in Whenever I Say Your Name
- Rhani Krija – percussioni
- Jeff Young – organo Hammond
- Valerie Deny – nacchere
- Aref Durvesh – tabla
- Levon Minassian – duduk
- Christian McBride – contrabbasso
- Jacqueline Thomas – violoncello
- Chris Botti – tromba
- Clark Gayton – trombone
- David Hartley – arrangiamento dei cori
- Bahija Rhapl – cori
- Joy Rose – cori
- Donna Gardier – cori
- Katreese Barnes – cori
- Ada Dyer – cori
- Choeur de Radio France (Associate Chorus Master Philip White) – cori
- Rodolphe Plisson – assistente tecnico del suono
- Dimitri Kurtz – assistente tecnico del suono

## Classifiche

### Classifiche settimanali
| Classifica (2003/04) | Posizione massima |
| -------------------- | ----------------- |
| Australia            | 13                |
| Austria              | 2                 |
| Belgio (Fiandre)     | 6                 |
| Belgio (Vallonia)    | 6                 |
| Canada               | 3                 |
| Danimarca            | 1                 |
| Finlandia            | 8                 |
| Francia              | 5                 |
| Germania             | 2                 |
| Giappone             | 10                |
| Irlanda              | 8                 |
| Italia               | 1                 |
| Norvegia             | 3                 |
| Nuova Zelanda        | 13                |
| Paesi Bassi          | 3                 |
| Polonia              | 1                 |
| Portogallo           | 2                 |
| Regno Unito          | 3                 |
| Stati Uniti          | 3                 |
| Svezia               | 3                 |
| Svizzera             | 1                 |

### Classifiche di fine anno
| Classifica (2003) | Posizione |
| ----------------- | --------- |
| Austria           | 45        |
| Belgio (Vallonia) | 52        |
| Italia            | 30        |
| Paesi Bassi       | 27        |
| Regno Unito       | 87        |
| Stati Uniti       | 122       |
| Svezia            | 89        |
| Svizzera          | 19        |

| Classifica (2004) | Posizione |
| ----------------- | --------- |
| Paesi Bassi       | 51        |
| Stati Uniti       | 130       |

## Premi
Grammy Awards
| Anno | Vincitore                | Categoria                                           |
| ---- | ------------------------ | --------------------------------------------------- |
| 2004 | Whenever I Say Your Name | Grammy Award alla miglior collaborazione vocale pop |

## Tour promozionale
Per promuovere l'album, Sting intraprese un tour mondiale partito il 12 settembre 2003 dal Mermaid Theatre di Londra (Inghilterra) e conclusosi il 13 febbraio 2005 al Leeuwin Estate di Margaret River (Australia). Per quanto riguarda l'Italia, il tour fece tappa nelle seguenti date:
- 09/06/2004 - Verona - Arena di Verona
- 11/06/2004 - Roma - Circo Massimo
- 30/11/2004 - Milano - FilaForum
- 02/12/2004 - Modena - PalaPanini